# 浜州 (古代)
浜州（濱州、ひんしゅう）は、中国にかつて存在した州。五代十国時代から民国初年にかけて、現在の山東省浜州市一帯に設置された。

## 概要
956年（顕徳3年）、後周により贍国軍が浜州に昇格した。
北宋のとき、浜州は河北東路に属し、渤海・招安の2県を管轄した。
金のとき、浜州は山東東路に属し、渤海・利津・蒲台・霑化の4県と豊国・寧海・浜海・蒲台・安平・安定・合波・永豊・永阜・永科の10鎮を管轄した。
元のとき、浜州は済南路に属し、渤海・利津・霑化の3県を管轄した。
明のとき、浜州は済南府に属し、利津・霑化・蒲台の3県を管轄した。
1724年（雍正2年）、清により浜州は直隷州に昇格した。1734年（雍正12年）、浜州は属県の蒲台・利津・霑化の3県を削られ、武定府に属する散州となった。
1912年、中華民国により浜州は廃止され、浜県と改められた。